# Josip Runjanin

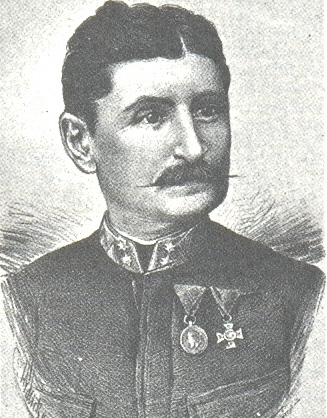
Josip Runjanin

Josip Runjanin (auch Josif, Josef oder Joseph Runjanin; * 8. Dezember 1821 in Vinkovci; † 2. Februar 1878 in Novi Sad, Österreich-Ungarn) war ein Oberstleutnant der österreichisch-ungarischen Streitkräfte und Komponist. Als 25-Jähriger vertonte Runjanin 1846 das Gedicht Horvatska domovina (Kroatisches Heimatland) des kroatischen Dichters Antun Mihanović, das später unter dem Titel Lijepa naša domovino zur kroatischen Nationalhymne werden sollte. Die Originalpartitur Runjanins ist bis heute verschollen. Das ist auch einer der Gründe, dass unter Historikern und Musikwissenschaftlern immer wieder einmal die Urheberschaft des Militärmusikers an der Komposition in Zweifel gezogen wird.
Sein Vater Ignjatije, ein Hauptmann der österreichisch-ungarischen Streitkräfte, und seine Mutter Sofija stammten aus Kuzmin in Syrmien.
Runjanin wurde in der serbisch-orthodoxen Kirche Silaska Svetog Duha in Vinkovci getauft. Auf Anraten seines Vaters ging er an die Militärakademie nach Glina, wo er außergewöhnliches musikalisches Talent bewies. Daraufhin wurde er in die dortige Militärmusikkapelle aufgenommen und gefördert. Er begann diverse Melodien nach beliebten italienischen Opern zu komponieren, von welchen die Komposition Ljubimo te naša diko mit Motiven aus der Oper L’elisir d’amore von Gaetano Donizetti ebenfalls populär wurde.